# Novokrîmske (Novokrîmske), Djankoi
Novokrîmske (în ucraineană Новокримське) este localitatea de reședință a comunei Novokrîmske din raionul Djankoi, Republica Autonomă Crimeea, Ucraina.

## Demografie
Componența lingvistică a localității Novokrîmske
     Rusă (66,38%)
     Tătară crimeeană (16,58%)
     Ucraineană (16,34%)
     Alte limbi (0,47%)
Conform recensământului din 2001, majoritatea populației localității Novokrîmske era vorbitoare de rusă (66,38%), existând în minoritate și vorbitori de tătară crimeeană (16,58%) și ucraineană (16,34%).